# Бичер, Генри Уорд
Генри Уорд Бичер (англ. Henry Ward Beecher; 24 июня 1813 — 8 марта 1887) — американский религиозный деятель, брат писательницы Гарриет Бичер-Стоу.
С 1876 года вместе с Лайменом Эбботтом редактировал журнал «Крисчиан юнион» (Christian Union).

## Детство
Родился 24 июня 1813 года в штате Коннектикут, г. Литчфилд. Рос в многодетной семье, главой которой был пресвитерианский проповедник, известный демократическими убеждениями. Священник держал свою семью в ежовых рукавицах: в доме были под запретом «несерьезные» книги, театр, танцы, у них было не принято отмечать дни рождения домочадцев и даже Рождество. Члены семьи Лаймэна Бичера были завсегдатаями разнообразных церковных мероприятий.

## Семья
Генри был седьмым из 13 братьев и сестер, некоторые из которых были известными людьми своего времени: Гарриет Бичер-Стоу — писательница, известная своим романом «Хижина дяди Тома»; заслуженный педагог — Кэтрин Бичер; общественные деятели — Чарльз Бичер и Изабелла Бичер.
В быту Бичеры были образцовым семейством с точки зрения пресвитерианского служения, чему семья была обязана отцу — проповеднику Лаймэну Бичеру. В семье Бичер не только молились в начале и конце каждого дня, но и пели гимны и придерживались других строгих обязательств Церкви. Члены семьи должны были принимать участие в молитвенных собраниях, посещать лекции и другие мероприятия церкви. Танцы, театр, были запрещены.
Некоторые дети, выросшие в семье Бичер, стали известными на всю Америку, и не только. Так, Кэтрин Бичер стала довольно известным педагогом, основательницей американского женского движения. Старшая сестра Генри Уорда, Елизавета-Гарриет, известна всему миру как писательница Бичер-Стоу, автор «Хижины дяди Тома». Чарльз и Изабелла обрели известность на поприще общественной деятельности, Томас также зарекомендовал себя как выдающийся педагог.

## Юность
Генри Уорд Бичер, в отличие от своего отца, считал, что христианство должно адаптироваться к меняющейся культуре нашего времени. Он являлся сторонником избирательного права для женщин, выступал против рабства, не приветствовал фанатизм любого рода, религиозный, расовый и социальный. Благодаря своей известности Бичер становится редактором ряда религиозных журналов.

## Довоенный период
В довоенный период Генри Бичер занимается сбором средств на закупку оружия для желающих выступать против рабства в Канзасе и Небраске. Купленные на эти деньги винтовки Генри отправили почтой для вооружения мятежных отрядов (включая отряд Джона Брауна) в деревянных ящиках с надписью: «БИБЛИИ. Отправитель: Генри Бичер». Бичеру очень нравилась эта винтовка, он говорил о ней: «Этот инструмент несёт в себе больше духовной силы, чем сто библий». Часть груза была перехвачена и после того как вскрылась хитрость винтовку Генри окрестили «Бичерской библией». В ходе Гражданской войны в США, в его Церкви был возведен и оборудован Полк добровольцев. Однако либерализм Бичера не распространяется на рабочий класс. Он выступал решительно против забастовщиков, заработная плата которых была сокращена до нищенского уровня. В одну из своих проповедей он включил такие слова: «Человек не может жить хлебом единым, но тот, кто не может жить на хлебе и воде не достоин жить».

## Образование
Первым местом учёбы Генри Уорда стали школа-интернат в Амхерсте (Массачусетс) и Бостонская латинская школа. В 1834 г. он окончил колледж в Амхерсте, затем учился в пресвитерианской духовной семинарии в Цинциннати, возглавлял которую его отец. В 1837 г. получил степень теолога. В период с 1837 по 1839 гг. он жил в Лоуренсбурге (Индиана), где служил священником, после этого сменил место жительства на Индианаполис, а в 1847 г. в биографии Бичера произошло важное событие — его назначение на должность первого священника новой Плимутской конгреционалистской церкви в нью-йоркском Бруклине. На новое место работы и жительства с ним переехали супруга и трое детей. Бичер зарекомендовал себя как талантливый преподаватель, редактировал несколько журналов религиозного характера.

## Начало карьеры
В 1850-х гг. Бичер приобретает известность (особенно в северных штатах США) в качестве публициста и оратора, который боролся за равноправие негритянского населения. После опубликования трудов Ч. Дарвина священник предпринял попытку примирить библейское учение и теорию эволюции. Его дарвинистские выступления легли в основу книги под названием «Эволюция и религия», опубликованной в 1885 г. В ней, подобно другим теистическим эволюционистам, Бичер ставил под сомнение догмат о грехопадении. Также Бичер ратовал за движение трезвенников, избирательное право для женщин, иммиграцию китайцев, со всем даром красноречия обрушивался на фанатизм и рабство во всех их многообразных проявлениях. Он был убежден, что христианство не должно быть консервативным, оно должно подстраиваться под современные культурные и социальные условия. На собственные деньги священник покупал винтовки, которыми снабжал борцов против рабства в Небраске и Канзасе.

## Проповедническая деятельность
Начавшаяся в 1861 г. Гражданская война особенно ярко выявила его позицию. При его церкви был сформирован добровольческий полк северян, снабженный всем необходимым. В 1863 г. американский пастор предпринял поездку в Англию — страну, где рабовладельческие и антидемократические настроения были в то время особенно сильными, пытался выступлениями повлиять на них. Яркому, харизматичному оратору удавалось многое, он действительно оказывал сильное влияние на мировоззрение людей и был из тех, кого называют фигурами национального масштаба.
Популярности Бичера в 1875 году нанесен был жестокий удар, когда  Бичер предстал перед судом по обвинению в совершении прелюбодеяния с женой своего друга, Элизабет Тилтон. Хотя присяжные в Бруклине вынесли ему оправдательный приговор, всё же ему уже трудно было восстановить свое имя в глазах общественности.

## Последние годы жизни
Скончался Генри Уорд Бичер в 73-летнем возрасте 8 марта 1887 г. в Нью-Йорке. Причиной смерти стало кровоизлияние в мозг. Трое сыновей пошли по его стопам, переняли его демократические убеждения и служили пасторами пресвитерианской церкви.

## Высказывания, цитаты и афоризмы Бичерa
• Все высокие побуждения, идеи, замыслы и чувства человека не стоят и ломаного гроша, если они не укрепляют его для лучшего выполнения долга в будничной жизни.
• Жизнь сердца, жизнь душевная, радость, надежда и любовь — вот истинные богатства.
• Нельзя считать разумным человека, который не умеет быть одержимым, когда это нужно.
• Никто не может сказать, беден он или богат, заглянув в свою книгу доходов и расходов. Богатым человека делает его сердце. Богатство определяется не тем, что человек имеет, а тем, каков он есть.
• Ни один человек, совершивший достойный поступок, никогда не получил в награду меньше, чем отдал.
• Песня, которую поет мать у колыбели, сопровождает человека всю его жизнь, до гроба.
• Победы, которые достигаются легко, немногого стоят. Только теми из них можно гордиться, которые являются результатом упорной борьбы.
• Нередко несчастье — это инструмент, с помощью которого Бог придает нам более совершенную форму.
• Нет победителя сильнее того, кто сумел победить самого себя.
• Не храните алебастровые сосуды вашей любви и нежности запечатанными до тех пор, пока ваши друзья не умрут. Наполните сладостью их жизнь, пока они ещё живы. Говорите им слова утешения, пока их уши ещё могут услышать эти слова и пока их сердца ещё могут взволноваться от ваших речей.
• Поддержать добрым словом человека, попавшего в беду, часто так же важно, как вовремя переключить стрелку на железнодорожном пути: всего один дюйм отделяет катастрофу от плавного и безопасного движения по жизни.
• Различие между упорством и упрямством состоит в том, что первое имеет своим источником сильное желание, а второе, наоборот, сильное нежелание.
• Сострадание исцелит больше грехов, чем осуждение.
• Чувство юмора — великая вещь. Идти по жизни без чувства юмора так же нелепо, как ехать в повозке без рессор.
• Из всей земной музыки ближе всего к небесам — биение истинно любящего сердца.
• Каждый милосердный поступок — это ступень лестницы, ведущей к небесам.
• Настоящее самоуважение заключается в том, чтобы не думать о себе.
• Не благородные деяния людей, а деяния, завершившиеся успехом, — вот что спешит запечатлеть история.
• Закон ценен не потому, что он закон, а потому, что в нём заключена справедливость.